# 默克索引

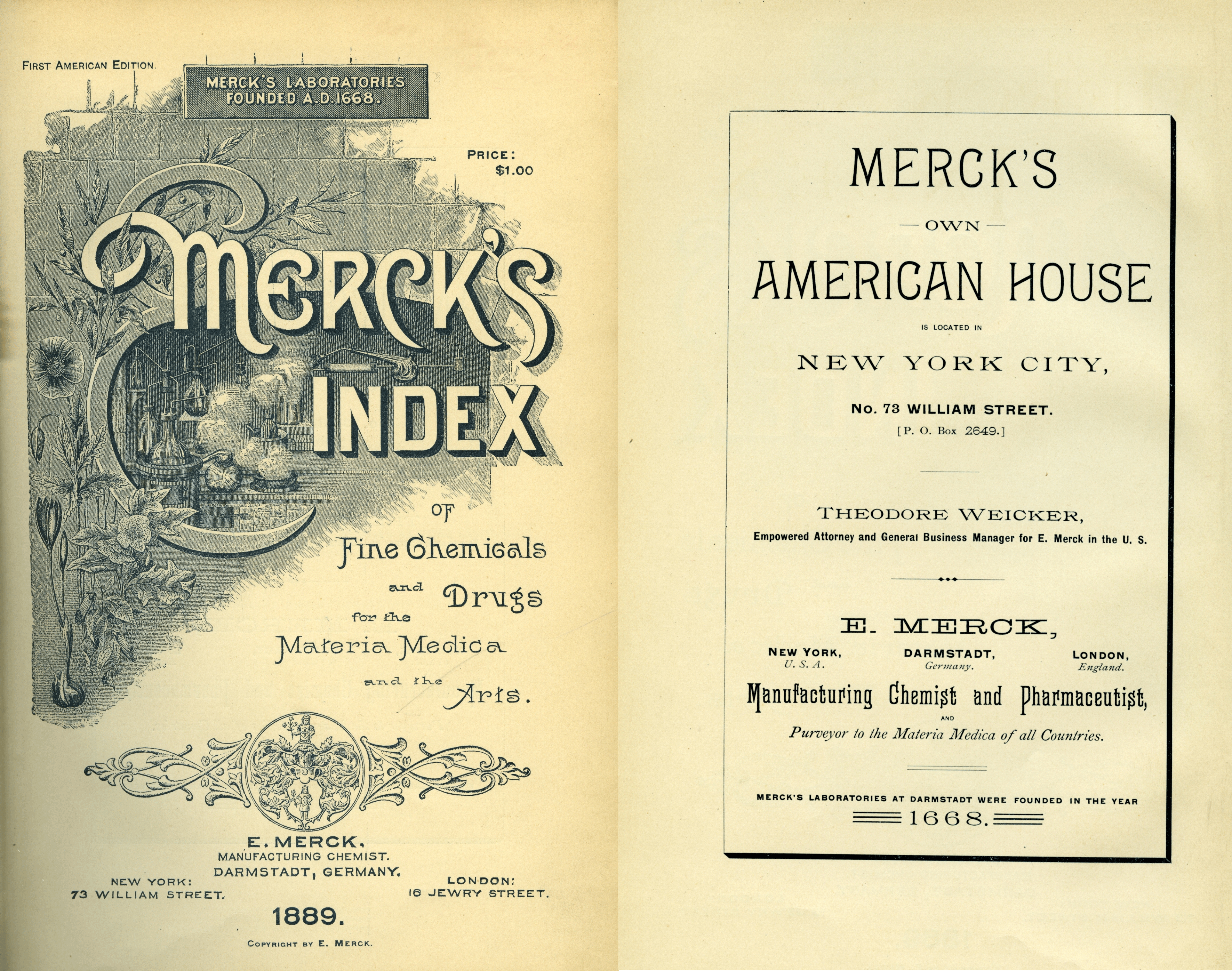
第一版書頁

《默克索引》（英語：Merck Index）是由美国默克公司出版的记录化学品、药物和生理性物质的综合性百科全书，收錄超過一萬多條有關個別的物質和其相關化合物的專題文章。本書亦於附錄中收錄有關有機化學的人名反應。默克索引亦設有訂閱的電子檢索形式，普遍被參考圖書館所採納，以及在網上查閱的形式。有中譯本。
默克索引于1889年首次出版，2013年起改由英國皇家化學學會（Royal Society of Chemistry）发行第15版，但仍維持原書名。
默克索引的專題文章函蓋范圍包括：
- CAS號
- 物質的別名，例如俗名或IUPAC命名法
- 化學式
- 分子量
- 成份分析
- 結構式
- 對物質的外貌描述
- 熔點和沸點
- 在實驗室常用溶劑之溶解性
- 根據物質的化學合成引述相關的文獻和資料
- 在合適的情況下加入相關的醫學用途[1]

## 版本
- 第一版（1889年）
- 第二版（1896年）
- 第三版（1907年）
- 第四版（1930年）
- 第五版（1940年）
- 第六版（1952年）
- 第七版（1960年）
- 第八版（1968年）
- 第九版（1976年）
- 第十版（1983年）ISBN 0-911910-27-1
- 第十一版（1989年）ISBN 0-911910-28-X
- 第十二版（1996年）ISBN 0-911910-12-3
- 第十三版（2001年）ISBN 0-911910-13-1
- 第十四版（2006年）ISBN 978-0-911910-00-1
- 第十五版（2013年）ISBN 978-1-84973670-1

## 外部連結
- （英文）The Merck Index Online - chemicals, drugs and biologicals （页面存档备份，存于）